# 바실레 이오르다케
바실레 이오르다케(루마니아어: Vasile Iordache, 1950년 10월 9일, 이아시 주 이아시 ~)는 루마니아의 전직 축구 골키퍼이자 코치이다.

## 클럽 경력
바실레 이오르다케는 1950년 10월 9일, 루마니아의 이아시에서 출생했고, 고향 폴리테흐니카의 유소년부에서 미하이 브르산의 지도를 받아 축구를 시작했고, 1969년 8월 24일, 0-2로 패한 파룰 콘스탄차와의 디비지아 A 원정 경기에서 1군 신고식을 치렀다. 그는 1972년에 스테아우아 부쿠레슈티로 이적해 이온 보이네스쿠 골키퍼 코치로부터 능력을 전수받았고, 에메리히 제네이 감독의 지도 하에 2번의 디비지아 A 우승을 거두었는데, 1번째 우승 때에는 13번, 2번째 우승 때에는 14번의 경기에 출전했고, 2번의 쿠파 로므니에이도 우승했는데, 1976년 결승전에는 90분을 소화해 CSU 갈라치를 1-0 무실점으로 틀어막았고, 게오르게 콘스탄틴 감독은 3-0으로 이긴 스포르툴 스투덴체스크와의 1979년 결승전에서 84분에 리커 러두카누를 대신해 투입되었다. 그는 "군단" 소속으로 활약하며 231번의 디비지아 A 경기에 출전했고, 9번의 유럽대항전에도 출전했으며, 12년 동안 국가대표팀에 차출되어 나르치스 코만, 카롤 하이두, 두미트루 모라루, 그리고 리커 러두카누와 같은 국가대표 골키퍼들과 어깨를 나란히했고, 아르제슈 피테슈티와의 경기에서 수비수가 막지 않아 어이없이 실점해 홧김에 경기장을 박차고 떠나는 논란의 순간을 자아내었고, 제네이 감독은 그를 모라루와 강제로 교체했다. 이후, 그는 브라쇼브에서 활약하다가 1985년 11월 20일에 0-2로 패한 폴리테흐니카 티미쇼아라와의 원정 경기에서 마지막 디비지아 A 경기를 치렀는데, 그동안 그는 현역 시절 총 271번의 리그 경기에 출전했다.

## 국가대표팀 경력
바실레 이오르다케는 루마니아 국가대표팀 경기에 23번 출전해 27번 실점했는데, 1976년 5월 12일에 슈테판 코바치 감독의 기용에 따라 0-1로 패한 불가리아와의 1973-76년 발칸컵 결승전에서 첫 국가대표팀 경기를 치렀다. 이후, 그는 1977-80년 발칸컵 경기에 3번 출전해 우승에 일조했는데, 특히 유고슬라비아와의 결승전에서는 2번 모두 90분을 소화해 합계 4-3 승리에 일조했다. 그는 1982년 월드컵 예선전 4경기에 출전했는데, 이 중 잉글랜드를 상대로 2-1로 이기고 웸블리 원정에서는 0-0으로 비겼고, 수 차례 득점 기회를 저지한 후자의 경기 이후 "스포르툴"지로부터 10점 만점 평점을 받아 "웸블리의 영웅"으로 수식되기 시작했다. 그는 잉글랜드 경기 이후 유러피언컵을 2년 연속 들어올린 노팅엄 포리스트의 제의를 받았지만, 루마니아 공산주의 정권의 해외 진출이 허락되지 않아 제의를 수락하지 못했다고 덧붙였다. 이오르다케는 미르체아 루체스쿠의 부름을 받아 유로 1984 본선에 참가할 루마니아 선수단의 일원이 되었지만, 실비우 룬그와 두미트루 모라루의 존재로 인해 1경기도 출전하지 못했다. 그의 마지막 국가대표팀 경기는 1984년 7월 31일에 열린 중국과의 친선경기로, 이 경기에서 1-0으로 이겼다.
그는 유로 1984에서 자국을 대표로 출전해, 2008년 3월 25일에 트라이안 버세스쿠 루마니아의 대통령으로부터 "스포츠 명예 훈장" 3등급을 받았다.

## 감독 경력
1986년, 이오르다케는 스테아우아 부쿠레슈티의 골키퍼 코치로 합류해 1985-86 시즌 유러피언컵과 1986년 유러피언 슈퍼컵 우승을 도왔다. 1990년, 그는 우니베르시타테아 클루지의 감독을 맡아 1990-91 시즌 리그 5차전에서 17차전까지 선두를 달렸었다. 우니베르시타테아 클루지를 떠난 이오르다케는 1년 후 스테아우아의 수석 코치로 복귀했다. 1994년, 이오르다케는 루마니아를 떠나 아랍에미리트 다수 구단을 지도했고, 2002년에 스테아우아로 복귀해 U-21 선수단의 기술진에 합류했다. 2003년부터는 코스민 올러로이우 사단 일원으로 나치오날 부쿠레슈티, 폴리테흐니카 티미쇼아라를 거쳐 스테아우아를 거쳐 알-사드에서 활동했다.

## 사생활
바실레 이오르다케의 아들 안드레이도 축구 선수로, 루마니아 하부 리그에서 골키퍼로 활약했다.

## 수상

### 선수
스테아우아 부쿠레슈티
- 디비지아 A: 1975–76, 1977–78[3]
- 쿠파 로므니에이: 1975–76, 1978–79[3]

루마니아
- 발칸컵
  - 우승: 1977–80
  - 준우승: 1973–76[1]

개인
- 루마니아 올해의 축구 선수 4위: 1980, 1981

## 참고
1. ↑  루마니아 올림픽 국가대표팀 경기 2회 출전 포함.[1][2]